# IFI27L1
IFI27L1 (англ. Interferon alpha inducible protein 27 like 1) – білок, який кодується однойменним геном, розташованим у людей на 14-й хромосомі. Довжина поліпептидного ланцюга білка становить 104 амінокислот, а молекулярна маса — 9 549.
| 10         |  | 20         |  | 30         |  | 40         |  | 50         |
| ---------- |  | ---------- |  | ---------- |  | ---------- |  | ---------- |
| MGKESGWDSG |  | RAAVAAVVGG |  | VVAVGTVLVA |  | LSAMGFTSVG |  | IAASSIAAKM |
| MSTAAIANGG |  | GVAAGSLVAI |  | LQSVGAAGLS |  | VTSKVIGGFA |  | GTALGAWLGS |
| PPSS       |  |            |  |            |  |            |  |            |

A: Аланін

D: Аспарагінова кислота

E: Глутамінова кислота

F: Фенілаланін

G: Гліцин

I: Ізолейцин

K: Лізин

L: Лейцин

M: Метіонін

N: Аспарагін

P: Пролін

Q: Глутамін

R: Аргінін

S: Серин

T: Треонін

V: Валін

Локалізований у мембрані.